# 왓 데이 해드
《왓 데이 해드》(영어: What They Had)는 2018년에 개봉한 미국의 영화이다.

## 캐스팅
주연
- 힐러리 스웽크 : 비티 역
- 마이클 섀넌 : 니키 역
- 타이사 파미가 : 엠마 역
- 블리드 대너 : 루스 역
- 로버트 포스터 : 버트 역

조연
- 조쉬 루카스 : 에디 역
- 에이미 가르시아 : 조 역
- 제이 몬테페어 : 데이빗 역
- 사라 서덜랜드 : 메리 역

단역
- 에릭 이안 : 테일러 역

## 기타
- 기획 : 샤핀 다이아몬드, 웨인 마크 고드프리 외
- 수입사 : (주)퍼스트런